# Charles Cotin
Charles Cotin,  född 1604 i Paris, död där 1682, var en fransk skald och präst. 
Cotin, som var Ludvig XIV:s allmoseutdelare, blev medlem av Franska akademien 1655. Han har för sin odödlighet att tacka huvudsakligen de mördande speglosor, för vilka Boileau och Molière gjorde honom till skottavla. Den senare parodierade honom som Trissotin i "Femmes savantes". Cotin var nämligen en gärna sedd gäst i Hotel de Rambouillet och en representant för den pretiösa poesien, vilken bekämpades och övervanns av de sistnämnda författarna. Cotin skrev även teologiska och filosofiska arbeten och var en på sin tid berömd predikant.